# Racemiguembelina
Racemiguembelina es un género de foraminífero planctónico de la subfamilia Heterohelicinae, de la familia Heterohelicidae, de la superfamilia Heterohelicoidea, del suborden Globigerinina y del orden Globigerinida. Su especie tipo es Guembelina fructicosa. Su rango cronoestratigráfico abarca el Maastrichtiense superior (Cretácico superior).

## Descripción
Racemiguembelina incluía especies con conchas subcónicas, inicialmente biseriadas y finalmente multiseriadas irregulares, con proliferación de cámaras en racimo; sus cámaras eran globulares a subglobulares; sus suturas intercamerales eran incididas, parcialmente tapadas por las costillas; su contorno ecuatorial era subtriangular y lobulada; su periferia era redondeada; su sistema apertural consistía en aberturas interiomarginales, de arco amplio, correspondientes a cada cámara del último plano multiseriado; el sistema apertural estaba protegido por una cubierta consistente en prolongaciones de calcita con forma de puente que se extendían de una cara apertural a la otra del mismo plano de cámaras, y dejaban grandes aberturas accesorias infralaminares; presentaban pared calcítica hialina, perforada con grandes poros cilíndricos, y superficie costulada, con costillas longitudinales irregulares a discontinuas.

## Discusión
Clasificaciones posteriores han incluido Racemiguembelina en el Orden Heterohelicida.

## Paleoecología
Racemiguembelina incluía especies con un modo de vida planctónico, de distribución latitudinal preferentemente tropical-subtropical, y habitantes pelágicos de aguas superficiales e intermedias (medio epipelágico a mesopelágico superior).

## Clasificación
Racemiguembelina incluye a las siguientes especies:
- Racemiguembelina fructicosa †
- Racemiguembelina powelli †

Otras especies consideradas en Racemiguembelina son:
- Racemiguembelina intermedia  †, también considerada Pseudotextularia intermedia
- Racemiguembelina pomeroli †